# ウニクス秩父
ウニクス秩父（ウニクスちちぶ、英語表記:UNICUS Chichibu）は、埼玉県秩父市大宮に所在し、株式会社ウニクスが運営するネイバーフッド型ショッピングセンター（NSC）である。

## 概要
2009年（平成21年）11月20日、旧秩父セメント第一工場跡にオープンした。市街地に立地し、秩父市唯一のショッピングモールになっている。また、近隣には道の駅ちちぶも立地する。
2022年7月29日には、ローソン・ユナイテッドシネマ株式会社が運営するシネマコンプレックスが開業した。これにより秩父市に29年ぶりに映画館が復活することになった（後述）。

## テナント
食品スーパーのヤオコー秩父上野町店とシネマコンプレックスのユナイテッド・シネマを核店舗としている。

### ユナイテッド・シネマ ウニクス秩父
ユナイテッド・シネマ ウニクス秩父（ユナイテッド・シネマ ウニクスちちぶ）は、ウニクス秩父の2階に所在し、ローソン・ユナイテッドシネマ株式会社が運営するシネマコンプレックス（映画館）。
総座席数は同社が運営する映画館で最少となる。

#### 歴史
かつて秩父市周辺には映画館が複数存在しており、1912年（明治45年）から1993年（平成5年）まで小鹿野町で3館、皆野町で2館、長瀞町で1館、そして秩父市には6館、累計12館もの映画館が営業していた。しかし、それらは1970年代から平成初期までに淘汰され、1993年（平成5年）1月17日に『秩父革進館』が閉館。これによって長らく映画が市内周辺では鑑賞できなくなり、市民は最寄りの映画館まで車や電車で1時間近くかけて上里町や入間市などへ移動する事態となった。その為、市やウニクスの経営に携わる「ピーアンドディコンサルティング」に映画館を誘致してほしいという要望が多く寄せられ、市長と高校生の意見交換の場でも「若者が遊ぶ場所がない」「映画館が欲しい」など、同様の要望が相次いだ。
その為、市は映画館の誘致を決定。2019年（令和元年）に市内へ工場を誘致する為に設けられた「工場誘致条例」を一部改正し、映画館は支払った固定資産税と同額の補助金が交付されるようにした。これにより、翌2020年（令和2年）にユナイテッド・シネマの進出が決定した。この時点で、ユナイテッド・シネマは2021年春に着工し、2022年（令和4年）のゴールデンウィークに開館することを計画していた。
当初の計画よりやや遅れ、2022年（令和4年）4月に開館日や詳細が発表され、7月29日に4月の発表通りに開館した。同日に行われた記念式典には、こけら落としとして上映された映画『でくの空』（島春迦監督）の主演で、秩父市の観光大使を務める地元出身の落語家、林家たい平が訪れた。また、同日より同じくこけら落としとして、秩父市を舞台地のモデルとしたテレビアニメ『あの日見た花の名前を僕達はまだ知らない。』の劇場版である『劇場版 あの日見た花の名前を僕達はまだ知らない。』（長井龍雪監督）のリバイバル上映も行われ、8月31日までの上映期間中、同作の鑑賞券を劇場またはオンラインで購入した人には、先着1000人限定で同作のヒロイン「めんま」と秩父市のイメージキャラクター「ポテくまくん」の缶バッジが入場時に貰えるというキャンペーンや、市内6カ所の施設とユナイテッド・シネマにてスタンプを集めると、先着2000人に同作のオリジナルマグネットシートやポテくまくんコースターが配布されるスタンプラリーが開催された。
ウニクス秩父の経営に携わるピーアンドディコンサルティングは、約10万人が住む秩父市と近隣5町村を商圏と想定し、年間約13万人来場すると見込んだ。また、計画当初より映画上映以外の目的での使用、例えば落語や音楽イベントなどの各種公演・イベントを開催することも視野にしている。
オープンから1年が経過した2023年7月下旬の時点で開場からの累計来場者は約13万人を記録し、当初の利用者想定を達成した。
なお、ユナイテッド・シネマのブランド名で新規出店したのは秩父が最後となっており、2024年3月1日付の社名変更に伴い、近日中に『ローソン・ユナイテッドシネマ』へ館名変更する予定となっている。

#### スクリーン
| ユナイテッド・シネマ ウニクス秩父のスクリーン | ユナイテッド・シネマ ウニクス秩父のスクリーン | ユナイテッド・シネマ ウニクス秩父のスクリーン | ユナイテッド・シネマ ウニクス秩父のスクリーン | ユナイテッド・シネマ ウニクス秩父のスクリーン | ユナイテッド・シネマ ウニクス秩父のスクリーン |
| スクリーン                                    | 座席数                                        | 座席数                                        | スクリーン サイズ（m）                        | 設備                                          |                                               |
| スクリーン                                    | 一般席                                        | 車いす席                                      | スクリーン サイズ（m）                        | 設備                                          |                                               |
| --------------------------------------------- | --------------------------------------------- | --------------------------------------------- | --------------------------------------------- | --------------------------------------------- | --------------------------------------------- |
| No.1                                          | 149席                                         | 3席                                           | 11.5×5.0                                      |                                               |                                               |
| No.2                                          | 56席                                          | 2席                                           | 6.6×2.9                                       | 3D上映対応 （RealD）                          |                                               |
| No.3                                          | 208席                                         | 5席                                           | 15.7×8.0                                      |                                               |                                               |
| No.4                                          | 65席                                          | 2席                                           | 7.0×3.3                                       |                                               |                                               |
| No.5                                          | 42席                                          | 2席                                           | 6.6×2.9                                       |                                               |                                               |
| No.6                                          | 65席                                          | 2席                                           | 7.0×3.3                                       |                                               |                                               |
| No.7                                          | 65席                                          | 2席                                           | 7.0×3.3                                       |                                               |                                               |